# Mohiro Kitoh
Mohiro Kitoh (jap. 鬼頭 莫宏, Kitō Mohiro; * 8. August 1966 in der Präfektur Aichi, Japan) ist ein japanischer Manga-Zeichner. Der Großteil seiner mit dünnem Stift gezeichneten Werke, in denen die Figuren psychologisch detailliert geschildert werden, beinhaltet Fantasy- oder Science-Fiction-Elemente.

## Biografie

### Frühe Karriere
In seiner Jugend las Mohiro Kitoh, über dessen Privatleben nur wenig bekannt ist, unter anderem das Manga-Magazin Ryu, das von 1979 bis 1986 bei Tokuma Shoten veröffentlicht wurde und sich auf Science-Fiction-Manga spezialisierte. Nachdem er sein Studium am Technologischen Institut Nagoya abgeschlossen hatte, veröffentlichte er unter dem Pseudonym Tomohiro Kitō (鬼頭 知広, Kitō Tomohiro) seinen ersten Manga als professioneller Zeichner. Die als Zansho (übersetzt etwa „anhaltende Sommerhitze“) betitelte, 28-seitige Kurzgeschichte erschien im Juni 1987 im Shōnen Sunday, einem der auflagenstärksten Manga-Magazine Japans. Zansho, für das er einen Nachwuchspreis des Shōgakukan-Verlages gewann, erzählt von einem Jungen, der seine kürzlich bei einem Unfall verstorbene Schwester wiedertrifft. Erst sieben Jahre später veröffentlichte er unter einem weiteren Pseudonym, Shinji Kitō (鬼頭 真嗣, Kitō Shinji) seinen zweiten Comic, Sanchōme Kōsaten Denshinbashira no Ue no Kanojo. Das aus 32 Seiten bestehende Werk war im August 1994 im Shōnen-Champion-Magazin zu lesen, das sich an etwa dieselbe Zielgruppe wie Shōnen Sunday richtet, Jungen im Grund- bis Mittelschulalter. Sanchōme Kōsaten Denshinbashira no Ue no Kanojo handelt von einem Jungen, der nach seinem Tod auf einem Telefonmast lebt. Eines Tages trifft er auf ein Mädchen, das ihn sehen kann.
1995 sandte er dem Afternoon-Magazin, das sich an Oberschüler und Studenten richtet, die 31-seitige Kurzgeschichte Vendemiaires rechte Hand (ヴァンデミエールの右手, Vandemiēru no Miigite) zu. Darin trifft ein Jugendlicher Vendemiare, ein Mädchen mit weißen Flügeln, das zur Arbeit bei einem herumziehenden Jahrmarkt gezwungen wird. Es stellt sich heraus, dass Vendemiaire eine lebendige Puppe ist. Kitoh gewann für diese Geschichte den Afternoon Shiki-shō in der Kategorie Semi-Auswahl (準入選, Jun Nyūsen). Im selben Jahr wurden Hiroki Endo, Tsutomu Nihei und Kōichi Kiba ausgezeichnet. Sieben weitere Geschichten mit ähnlichen Stilmitteln wie Vendemiaires rechte Hand erschienen zwischen 1996 und 1998 im Afternoon, die daraufhin unter dem Titel Wings of Vendemiaire in zwei Sammelbände zusammengefasst wurden. Seit Wings of Vendemiaire publiziert der Zeichner seine Werke unter seinem richtigen Namen.

### Durchbruch mitNaru Taru
Im Mai 1998 erschien das erste Kapitel von Kitohs bisher erfolgreichster Manga-Serie, Naru Taru, im Afternoon. Hauptfigur ist die elfjährige Shiina Tamai, die während der Ferien auf einer Insel einem Drachenkind, einem noch nicht ausgewachsenen Knochendrachen, begegnet. Mit der Zeit erfährt sie, dass einige Kinder in Verbindung mit Knochendrachen stehen und die Zerstörung der Welt im Sinn haben. Die Manga-Serie endete im Dezember 2003 nach über 2.500 Seiten. Naru Taru wurde 2003 auch als Anime-Fernsehserie umgesetzt und in mehrere Länder verkauft, in manchen Ländern wegen brutaler Szenen aber nicht vollständig veröffentlicht. Obwohl sich die deutsche Übersetzung der Manga-Serie als kommerzieller Misserfolg erwies, erschienen alle zwölf Sammelbände und auch Wings of Vendemiaire auf Deutsch.
SiNNa 1905 wurde 1999 im Internet erstveröffentlicht. Der Manga ist, für japanische Comics unüblich, vollständig in Farbe gehalten und im November 1999 bei Biblos auch gedruckt erschienen.

### Alternative Projekte
Ab Januar 2004 arbeitet der Zeichner wieder für den Shōgakukan-Verlag, während Naru Taru und Wings of Vendemiaire bei Kōdansha erschienen waren. Seine Serie Bokurano wurde bis Juni 2009 monatlich im alternativen Manga-Magazin Ikki veröffentlicht. Der Manga handelt von fünfzehn Kindern bzw. Jugendlichen, die während der Ferien eine Höhle entdecken und angeboten bekommen, bei einem „Spiel“ zur Rettung der Erde teilzunehmen. Die Kinder müssen mit dem Roboter Zearth einzeln gegen andere Roboter-artige Wesen kämpfen und sterben nach Beendigung ihres Kampfes. Bokurano umfasst etwa 2.300 Seiten in elf Sammelbänden, die sich in Japan jeweils über 100.000 mal verkauften, und wurde 2007 als Anime-Fernsehserie umgesetzt.
Im Juni 2004 ist im Label Ikki Comics der Sammelband Zansho – Kitō Mohiro Tanpenshū (残暑 -鬼頭莫宏短編集-) verlegt worden, in dem sieben kurze Werke Kitohs enthalten sind. Neben seinen Erstlingswerken Zansho und Sanchōme Kōsaten Denshinbashira no Ue no Kanojo beinhaltet der Band außerdem Kurzgeschichten, die er für Afternoon, Young Magazine und Ikki gezeichnet hat.
Seit 2005 veröffentlicht Kitoh auch im Manga-Magazin Manga Erotics F, das sich, wie auch das Ikki, auf alternative Comics konzentriert. Für dieses Magazin hat er unter anderem die Kurzgeschichten-Reihe Kakutoshi no Yume gezeichnet.

## Werke
- Zansho (残暑), 1987
- Sanchōme Kōsaten Denshinbashira no Ue no Kanojo (三丁目交差点電信柱の上の彼女), 1994
- Wings of Vendemiaire (ヴァンデミエールの翼, Vandemiēru no Tsubasa), 1996–1998
- Naru Taru (なるたる), 1998–2003
- SiNNa 1905 (辰奈1905), 1999
- Kaseiso ni Hana o Motte (華精荘に花を持って), 2000
- A&R, 2002
- Yogoreta Kirena (よごれたきれいな), 2002
- Papa no Uta (パパの歌), 2003
- Bokurano (ぼくらの), 2004–2009
- Pochi no Basho (ポチの場所), 2004
- Kakutoshi no Yume (殻都市の夢), 2005
- Owari to Hajimari no Mailus (終わりと始まりのマイルス, Owari to Hajimari no Mairusu), seit 2006
- Kare no Satsujin Keikaku (彼の殺人計画), 2008
- Nani ka Mochigatte Masu ka (なにかもちがってますか), 2009–2015
- Noririn (のりりん), 2009–2015
- Futago no Teikoku (双子の帝國), seit 2015